# Miss Météo (série télévisée)
Pour les articles homonymes, voir Miss Météo.
Miss Météo est une série télévisée québécoise en en 26 épisodes de 23 minutes a été diffusée entre le 8 janvier 2008 et le 7 octobre 2009 à Séries+, et fait suite au téléfilm du même titre, dérivé du film Maman Last Call sorti en février 2005. Le scénario est de Nathalie Petrowski et met en vedette Anne-Marie Cadieux.
En 2009, la série est diffusée sur TV5 Monde France Belgique Suisse.

## Synopsis
La présentatrice pleine d’humour et de fantaisie d'une chaîne météo, Myriam Monette, a presque 40 ans. Elle semble pleinement en contrôle de sa vie mais navigue la nuit sur les sites de rencontre virtuels à la recherche de l’homme de sa vie. Elle se réveille un matin amoureuse, vivant avec quelqu'un d'autre et subissant de grands changements.

## Fiche technique
- Scénario : Nathalie Petrowski
- Réalisation : Frédérik D'Amours et François Bouvier
- Société de production : Christal Films

## Distribution
- Anne-Marie Cadieux : Myriam Monette
- Patrice Robitaille : François Larivière
- Sophie Prégent : Brigitte Caron
- Mahée Paiement : Josiane Després
- Frédéric Pierre : Allan Kelly
- Maxime Allard : Antoine Vincent
- Samuel Landry : Maxime-Émile Duquette
- Audréane Carrier : Juliette Marceau
- Jean-François Boudreau : Bernard
- Aline Hooper : Lucette Larivière
- Sébastien Huberdeau : Philippe
- Mélanie Pilon : Annie
- Julie Deslauriers : Sophie
- Alexandre Beaulieu : Guylaine Marceau
- Vincent Leclerc : Mathieu
- Danielle Fichaud : Laure de Palmerolle
- Sharlène Royer : Sophia
- Nathalie Cavezzali : Martine
- Isabelle Drainville : travailleuse sociale
- Guy-Daniel Tremblay : Jean St-Germain
- Pascale Coulombe : Hélène
- Pascale Létourneau : Jacqueline Bibeau
- Luc Chapdelaine : Vincent Trudeau
- Richard Thériault : Monsieur écolo
- Stéphane Demers : James Beaulieu
- Charles Bender : Patrice
- Sarah Anne Parent : fille aux roses
- Stéphane Jacques : Lui

## Épisodes

### Première saison (2008)
Elle a été diffusée hebdomadairement du 8 janvier au 8 avril 2008.
1. Dans la brume
2. L'avenir dure longtemps
3. Du passé en boîte
4. Le Partage des tâches
5. La distance a parfois de l'importance
6. Parce que je le peux
7. La Météo du sexe
8. Esprit de famille
9. Ensemble c'est tout
10. L'Amour c'est de l'ouvrage
11. Un divan nommé désir
12. La Touche dièse
13. Visite libre
14. Bon anniversaire

### Deuxième saison (2009)
Le tournage a repris en avril 2008. Elle a été diffusée au rythme de deux épisodes par semaine du 2 septembre au 7 octobre 2009.
1. La Confiance règne
2. Parce que le temps change
3. Samba pour une souris
4. Le Testament
5. L'Ex épormyable
6. Yoga pour les nuls
7. Au pays du déni
8. L'Essayer, c'est l'adopter
9. Coup de foudre
10. Miss Crédibilité
11. Conflit d'intérêt
12. Projet de société

### Article annexe
- Maman Last Call (2005)